# دهستان والگا
دهستان والگا (به لاتین: Valga Parish) یک منطقهٔ مسکونی در استونی است که در شهرستان والگا واقع شده‌است. دهستان والگا ۷۵۰ کیلومتر مربع مساحت و ۱۵٬۷۸۵ نفر جمعیت دارد.